# Jüdische Friedhöfe in Bad Nauheim

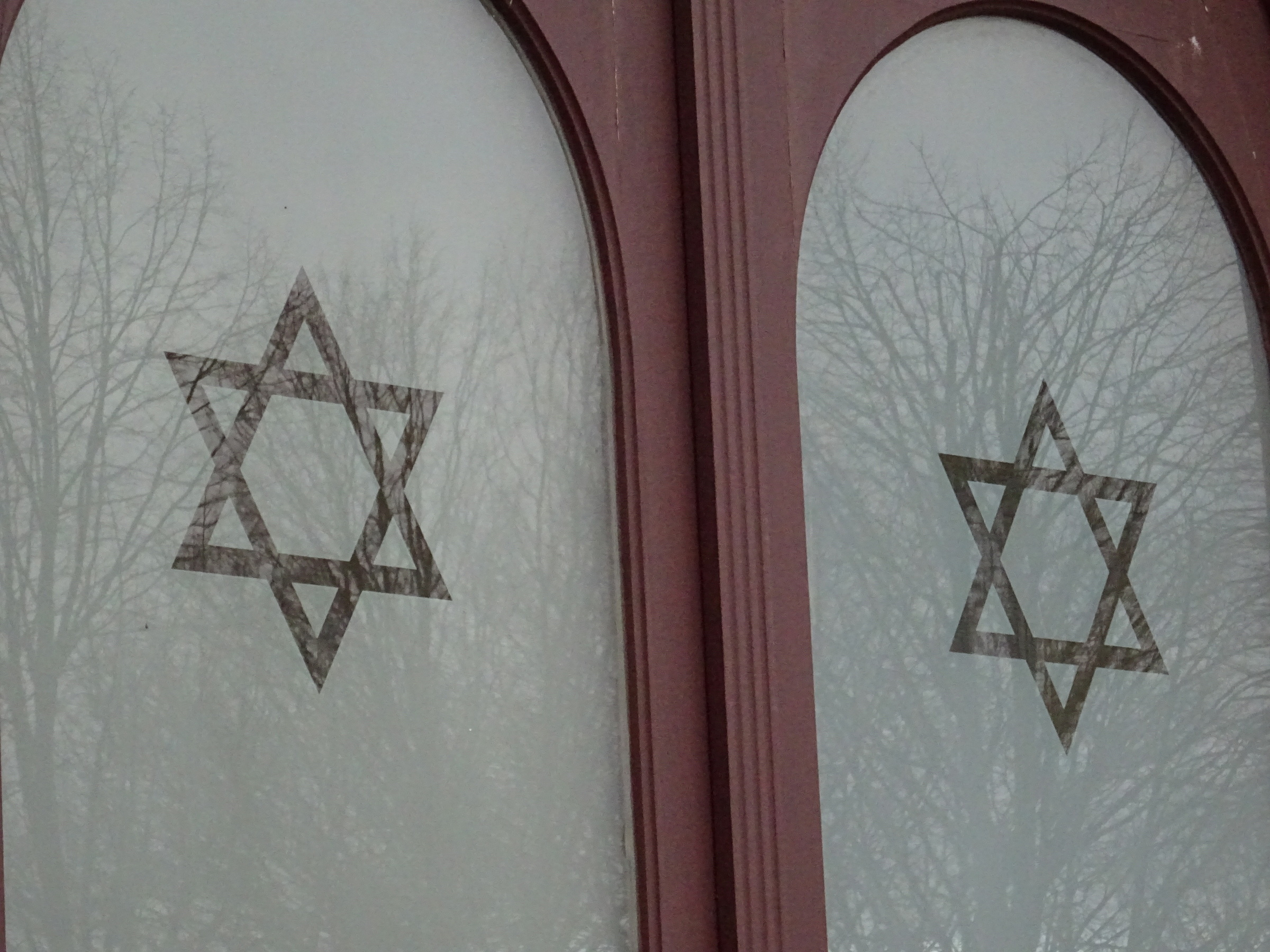
Detail der Trauerhalle

In Bad Nauheim (Wetteraukreis, Hessen) gibt es vier jüdische Friedhöfe. Der älteste ist der Jüdische Friedhof am Lichtenberg, der vom 16. Jahrhundert bis 1866 genutzt wurde und von dem nur noch zwei Grabsteine und ein Fundament erkennbar sind. Auf ihn folgte der Alte Jüdische Friedhof, auf ihm wurden bis 1902 Bestattungen durchgeführt. Bis heute genutzt wird der Neue Jüdische Friedhof, als Teil des allgemeinen Friedhofs.
Der Jüdische Friedhof in Steinfurth liegt im 1972 eingemeindeten Stadtteil Steinfurth, die letzte Beerdigung dort fand 1920 statt. Alle vier Friedhöfe sind Kulturdenkmäler.

## Geschichte
Die Geschichte der jüdischen Gemeinde in Bad Nauheim reicht bis ins Mittelalter zurück, vermutlich bis ins 14. Jahrhundert. In den 1860er Jahren entstand eine erste, nicht erhaltene Synagoge und 1929 die gegenwärtig genutzte Synagoge. Jüdische Geschäftsleute, Hoteliers, Ärzte, Lehrer und Anwälte trugen zum Aufstieg Bad Nauheims zum weltbekannten Herzheilbad bei. Jüdische Kurgäste aus den osteuropäischen Staaten und aller Welt waren bis zur Machtergreifung der Nationalsozialisten ein wichtiger Wirtschaftsfaktor, davon zeugen bis heute auch Grabsteine. Während der Novemberpogrome 1938 wurde die Synagoge in Brand gesetzt, aber nicht zerstört. Am 15. September 1942 wurden die letzten Bad Nauheimer Juden von der Gestapo deportiert. Nach dem Krieg bauten Displaced Persons und später osteuropäische Emigranten wieder eine Gemeinde auf.
Zwei Denkmäler erinnern an die jüdischen Bürgerinnen und Bürger, die zumeist auf keinem der Friedhöfe liegen: 1997 wurde auf dem Alten Friedhof an der Wilhelmskirche ein Gedenkstein mit deutscher und hebräischer Inschrift für alle Opfer und Verfolgten des Nationalsozialismus errichtet. 2016 wurde das Holocaust-Erinnerungsmal am Kurpark eingeweiht. Es führt 278 Namen von Holocaustopfern auf, die von 1933 bis 1945 in den Tod getrieben oder ermordet wurden.

## Jüdischer Friedhof am Lichtenberg

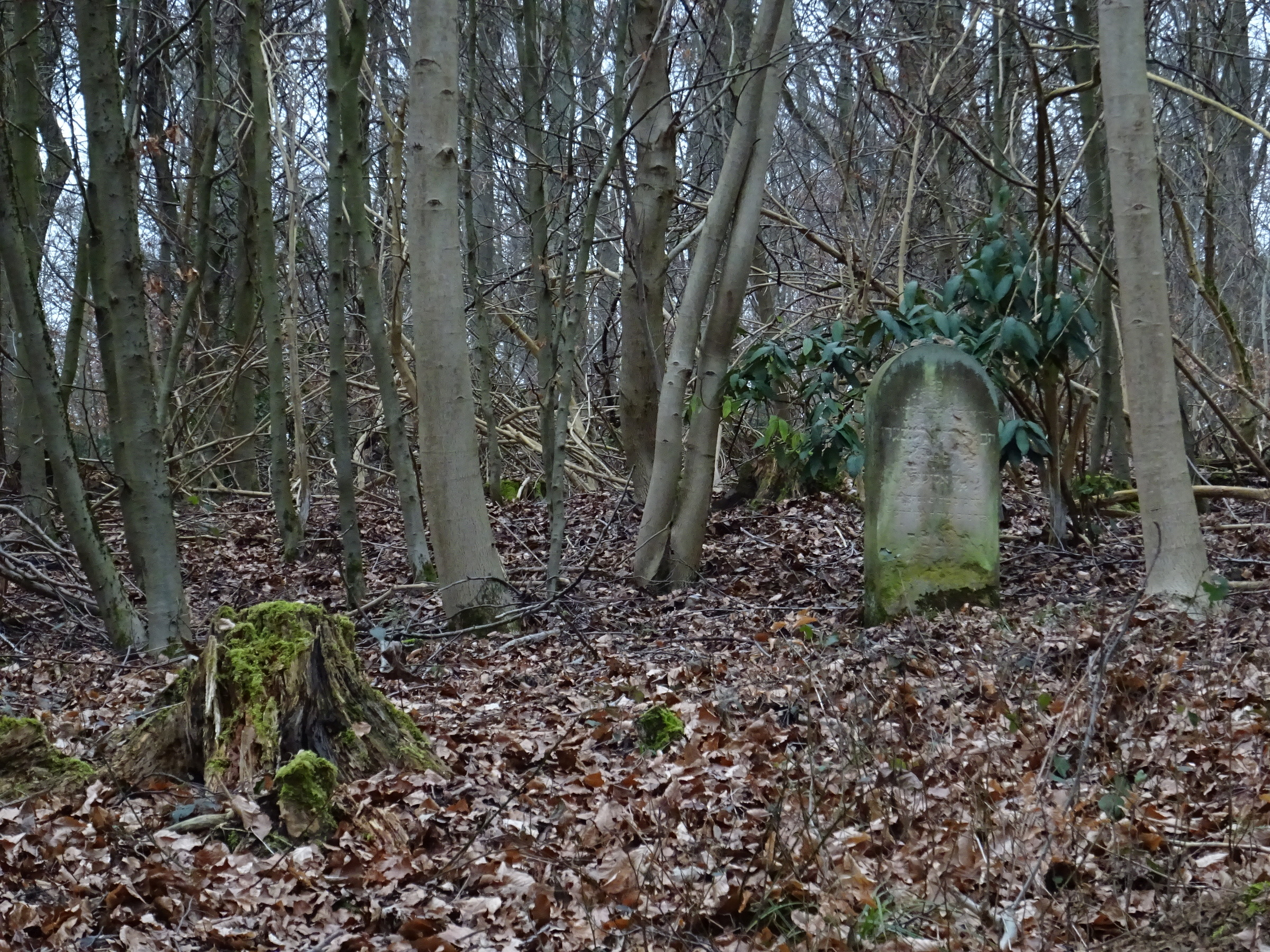
Am Lichtenberg

Der älteste jüdische Friedhof Bad Nauheims liegt am Fuße des Lichtenbergs in einem Waldgebiet am westlichen Stadtrand und ist ein Kulturdenkmal aus religionsgeschichtlichen Gründen. Er wurde vom 16. Jh. bis 1866 belegt. Nur noch zwei Grabsteine sind sichtbar. Einer davon gehört Ely Rosenberg, einem Kurgast aus Berlin, der 1859 im Alter von 24 Jahren bei einer Bootsfahrt auf dem Großen Teich im Kurpark ertrank.
- Koordinaten:  50° 21′ 37,3″ N, 8° 43′ 12″ O

## Alter Jüdischer Friedhof

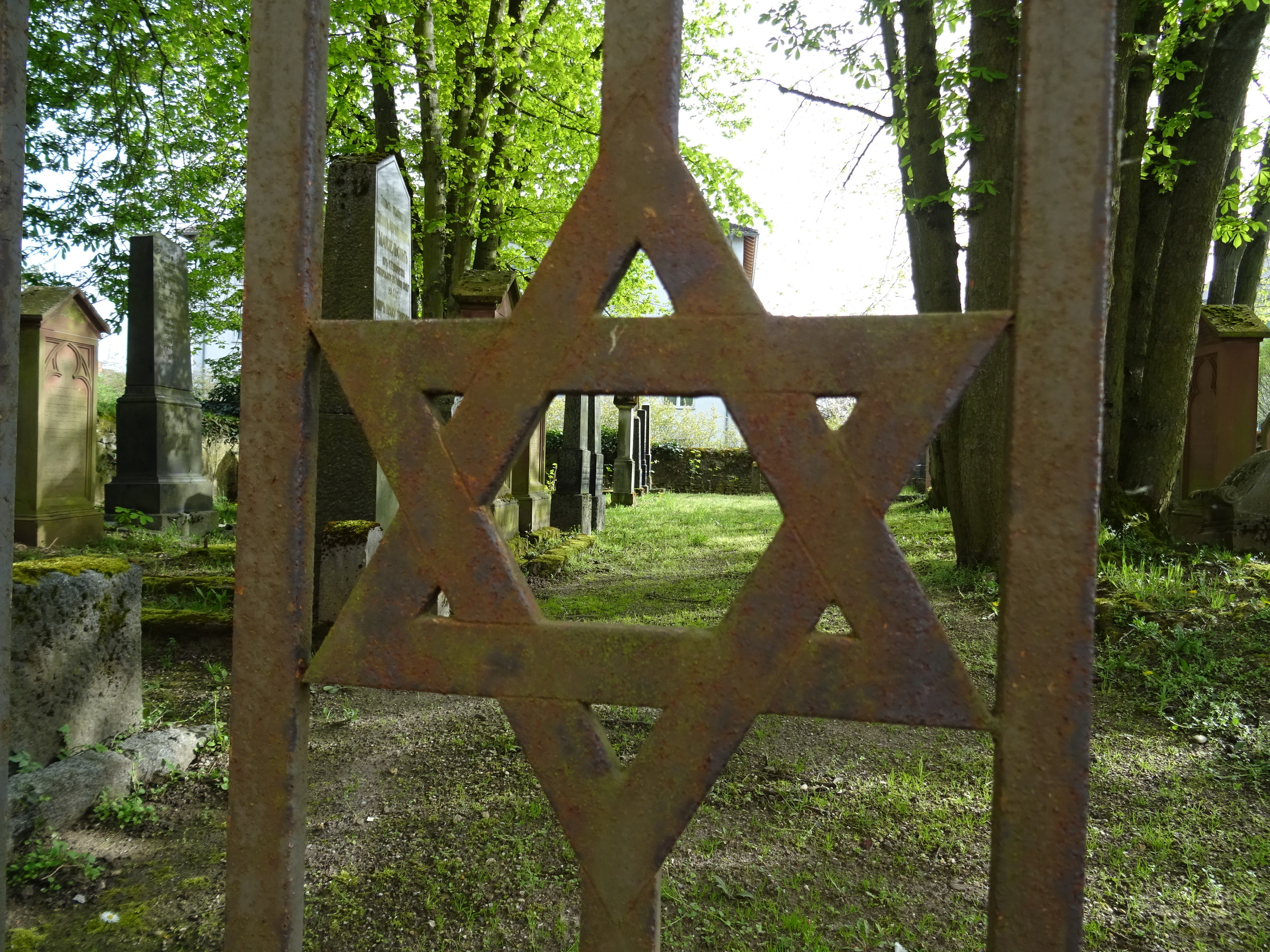
Eingangstor Alter Jüdischer Friedhof

Ursprünglich wurde dieser Friedhof außerhalb des Orts angelegt, südlich des alten Ortskerns. Heute liegt das von einer Mauer umgebene und mit alten Bäumen bestandene Areal an der Homburger Straße inmitten von Wohnbebauung und unweit der 1929 erbauten Bad Nauheimer Synagoge, wo der Zugangsschlüssel verwahrt wird. Das Grundstück war vom Gemeindeältesten Heinemann Grünbaum erworben und der Gemeinde gestiftet worden. Bestattungen fanden von 1866 bis 1924 statt, neben Bad Nauheimer Familien finden sich auch viele Kurgäste aus osteuropäischen Ländern. Die rund 50 Grabstätten blieben unversehrt erhalten. Das Doppelgrab des Stifter-Ehepaars Heinemann und Lisette Grünbaum mit zwei Obelisken aus schwarzem Granit ist eines der auffälligsten Grabmale. Der Friedhof ist ein Kulturdenkmal aus religionsgeschichtlichen Gründen.
- Koordinaten:  50° 21′ 15,3″ N, 8° 44′ 9,9″ O

## Neuer Jüdischer Friedhof

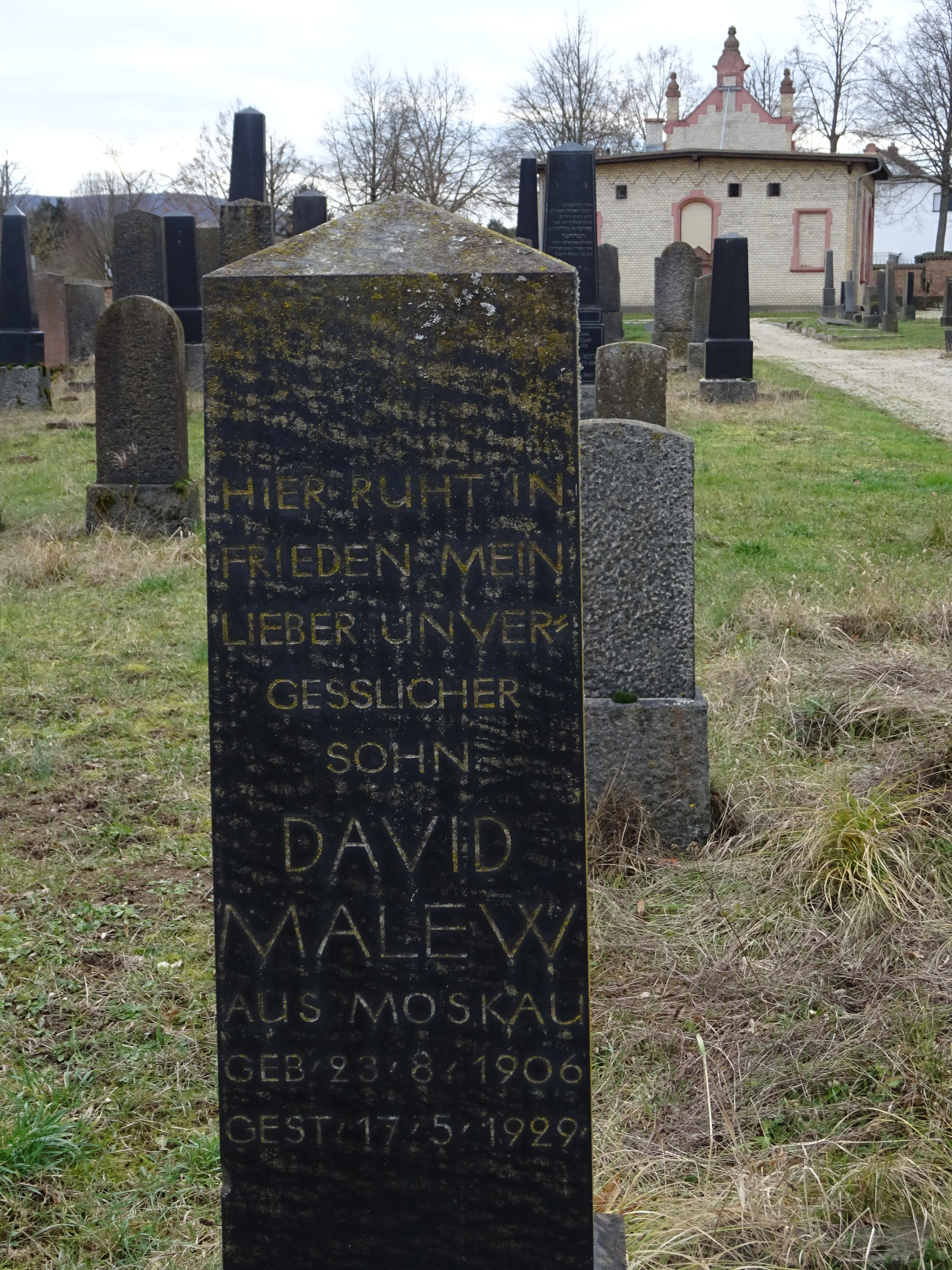
Grabmal (Moskau) und Trauerhalle im Hintergrund

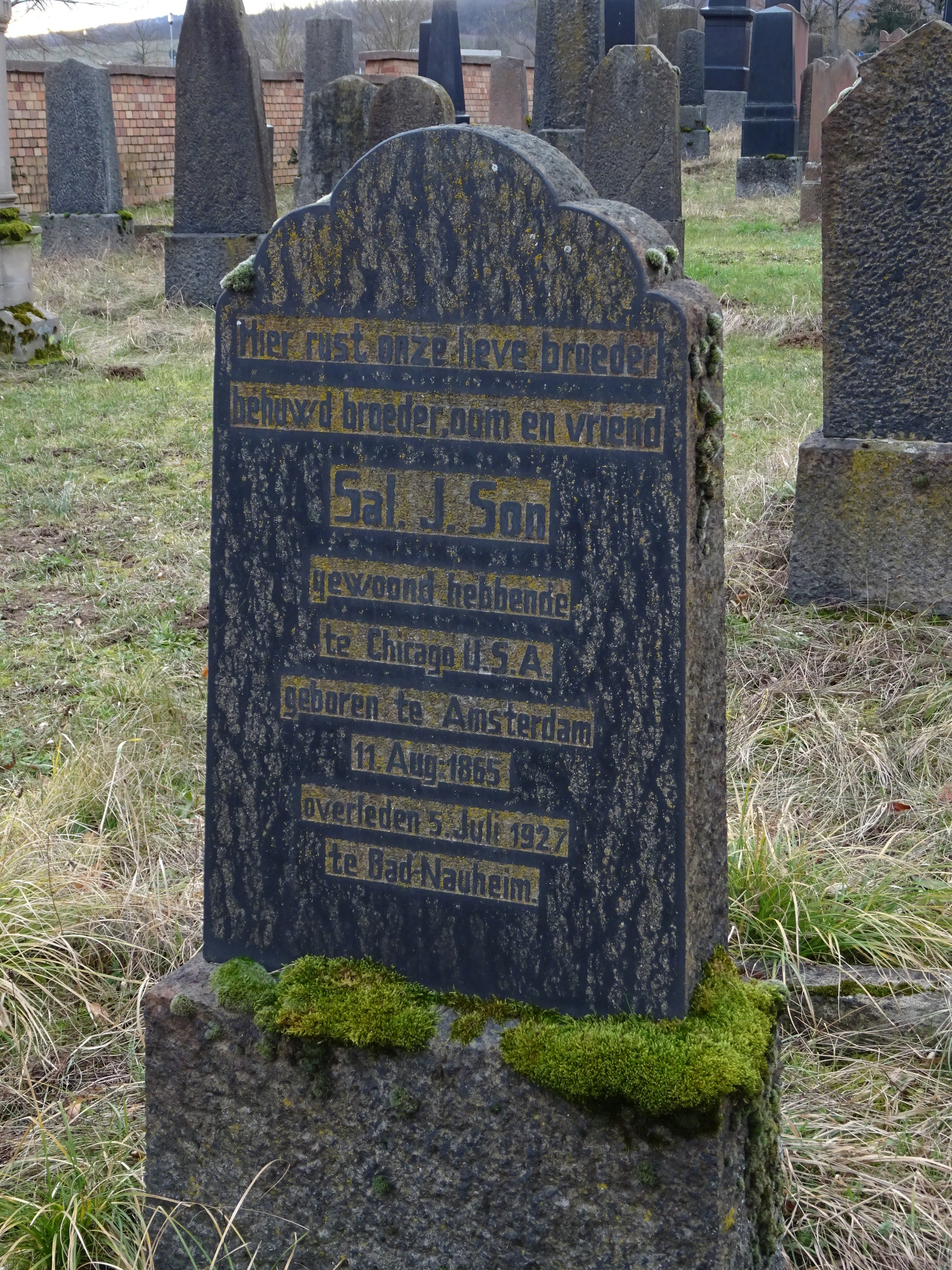
Grabmal (Chicago)

Aus Platzgründen wurde weiter ortsauswärts an der Homburger Straße Richtung Ockstadt ein neuer christlicher und jüdischer Friedhof errichtet und 1902 eröffnet. Die Konzeption fand einheitlich durch den amtierenden Stadtbaumeister Schmidt statt und kann als Zeichen der damaligen Integration gewertet werden. Eine gemeinsame Mauer aus gelben Ziegelsteinen grenzt die beiden Friedhöfe gegen die Straße zu ab. Der jüdische Teil ist dahinter von einer eigenen Mauer eingefriedet. Bis 1939 waren 250 jüdische Gräber angelegt worden. Der Friedhof blieb in der Zeit des Nationalsozialismus unzerstört. Seit 1945 wird der Friedhof wieder von der jüdischen Gemeinde Bad Nauheim genutzt. Der langjährige Gemeindevorsitzende und Holocaust-Überlebende Monik Mlynarski (1923–2016) ist hier begraben. Neben jüdischen Menschen aus Bad Nauheim und den umliegenden Ortschaften liegen hier auch Kurgäste aus aller Welt bestattet.
Erst 1903 wurde die jüdische Trauerhalle am Rande des Gräberfelds erbaut. In der Zeitschrift Der Israelit wurde um 1900 heftig um die Aufbringung der Gelder dazu debattiert. Nachdem ein russischer Kurgast in der christlichen Trauerhalle aufgebahrt werden musste, hatte seine Tochter 1000 Rubel gespendet, zu denen aber weitere 3000 bis 4000 Mark an Spenden benötigt wurden. Ein Zeitungsbeitrag aus den Reihen der jüdischen Gemeinde Bad Nauheim reklamierte, dass sie als „kleine Gemeinde“ und „bei dem großen internationalen Verkehr“ nicht allein für die Errichtung der Trauerhalle zuständig sein könne.
- Koordinaten:  50° 21′ 14,9″ N, 8° 44′ 8,7″ O

## Jüdischer Friedhof in Steinfurth

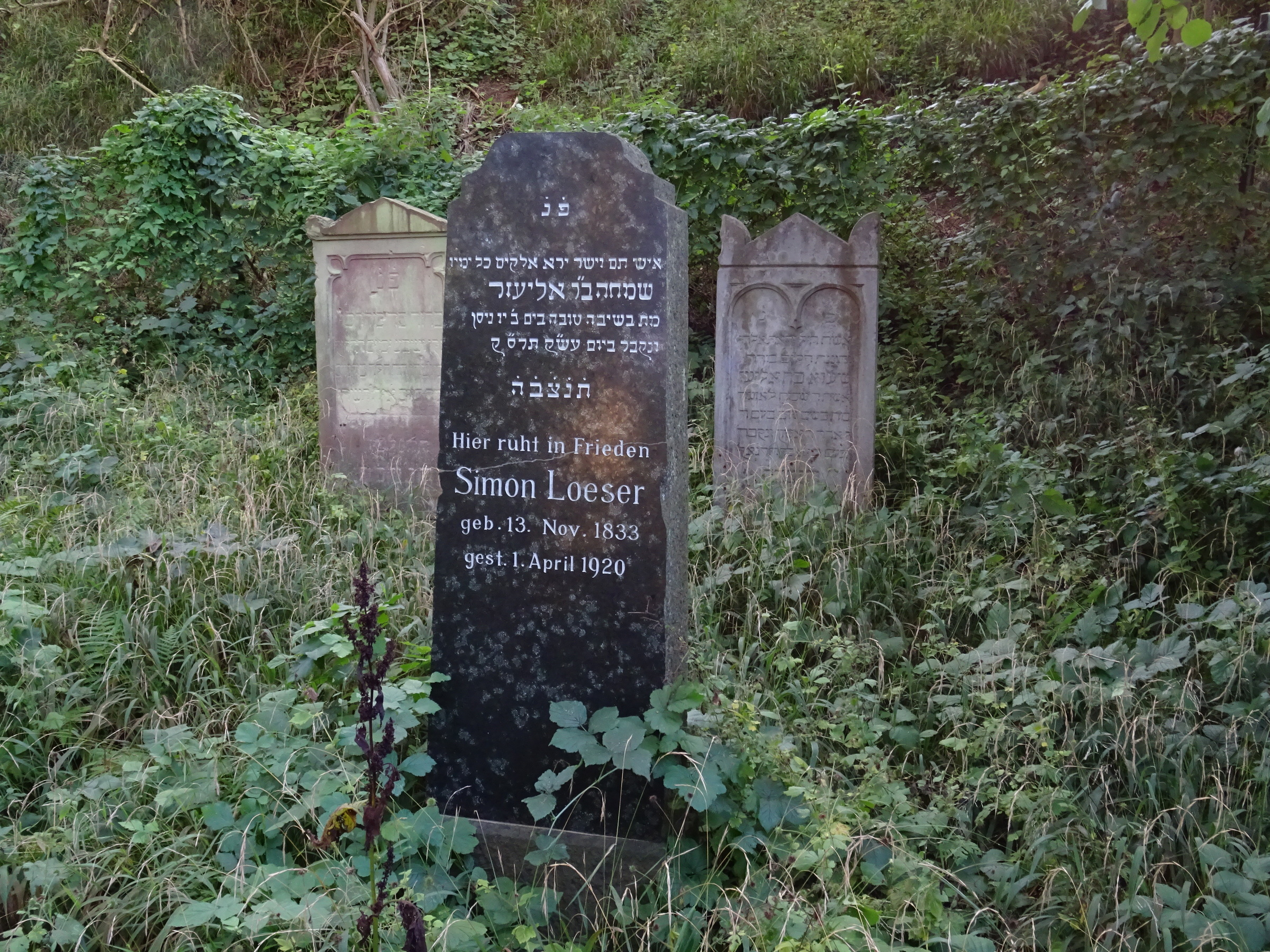
Steinfurth

Steinfurth wurde 1972 nach Bad Nauheim eingemeindet. Es gab dort eine kleine jüdische Gemeinde, die bereits ab 1875 der Nauheimer jüdischen Gemeinde zugerechnet wurde. Der Friedhof liegt außerhalb der Ortschaft, seitab des heutigen örtlichen Friedhofs in der Flur Auf der Lattkaute und ist ein Kulturdenkmal. Ein Teil des verwilderten ehemaligen Friedhofareals ist durch einen Zaun eingefriedet. Dort sind noch vier Grabstätten erkennbar. Die letzte Beerdigung fand 1920 statt, dieses Grab von Simon Löser (1833–1920) gehört zu den erhaltenen.
- Koordinaten:  50° 23′ 52,2″ N, 8° 44′ 20,9″ O